# Chaetogaedia crebra
Chaetogaedia crebra är en tvåvingeart som först beskrevs av Wulp 1890.  Chaetogaedia crebra ingår i släktet Chaetogaedia och familjen parasitflugor. Inga underarter finns listade i Catalogue of Life.